# Saint-Quirin
Saint-Quirin là một xã trong vùng Grand Est, thuộc tỉnh Moselle, quận Sarrebourg, tổng Lorquin. Tọa độ địa lý của xã là 48° 36' vĩ độ bắc, 07° 03' kinh độ đông. Saint-Quirin nằm trên độ cao trung bình là 316 mét trên mực nước biển, có điểm thấp nhất là 282 mét và điểm cao nhất là 897 mét. Xã có diện tích 53,34 km², dân số vào thời điểm 1999 là 873 người; mật độ dân số là 16 người/km².

## Thông tin nhân khẩu
| 1962 | 1968 | 1975 | 1982 | 1990 | 1999 |
| ---- | ---- | ---- | ---- | ---- | ---- |
| 775  | 847  | 903  | 912  | 904  | 873  |

## Địa điểm tham quan
- Nhà thờ Baroque Saint-Quirin
- Nhà thờ Sainte-Claire